# Polyporaceae
Le poliporacee (Polyporaceae Fr. ex Corda, 1839) costituiscono una famiglia comprendente specie di funghi molto eterogenei dell'ordine Polyporales.

## Descrizione della famiglia
Carpoforo 
Alcune specie sono del tipo "a mensola", mentre altre posseggono cappello e gambo.
 Imenio 
Sono funghi provvisti di tubuli che non si staccano dalla carne del cappello, caratteristica che li contraddistingue dalle Boletaceae, in cui invece sono facilmente separabili.
Sulla superficie inferiore i pori presentano un aspetto vario a seconda del genere (poligonali, tondeggianti, labirintiformi).
 Carne 
La maggior parte dei generi annovera specie lignicole, di consistenza variabile, dal carnoso e tenero fino al legnoso-suberoso.
 Spore 
Ialine, lisce o verrucose, amiloidi e non amiloidi, da bianche a ocracee.

## Distribuzione e habitat
I funghi di questa famiglia vivono come parassiti oppure come saprofiti su tronchi di alberi morti.

## Commestibilità dei generi
Trascurabile.

Pochi generi annoverano specie commestibili; comunque non risultano specie tossiche.

## Generi di Polyporaceae
Il genere tipo è Polyporus, altri generi inclusi sono:
| - Abundisporus - Amyloporia - Amyloporiella - Antromycopsis - Australoporus - Austrolentinus - Bridgeoporus - Burgoa - Cerrena - Coriolopsis - Cryptomphalina - Cryptoporus - Daedaleopsis - Datronia - Dichomitus - Earliella - Echinochaete - Fabisporus - Faerberia - Favolus - Flabellophora - Fomes - Fomitella - Fuscocerrena - Globifomes - Grammothelopsis - Haploporus - Hexagonia | - Laccocephalum - Laetifomes - Laetiporus - Lasiochlaena - Lentinus - Lenzites - Leptoporellus - Lignosus - Lithopolyporales - Macrohyporia - Macroporia - Megasporoporia - Microporellus - Microporus - Mollicarpus - Mycelithe - Navisporus - Neolentinus - Neolentiporus - Nigrofomes - Nigroporus - Oligoporus - Osmoporus - Pachykytospora - Pachyma - Panus - Perenniporia | - Perenniporiella - Phaeolus - Phaeotrametes - Piloporia - Podofomes - Poria - Porodisculus - Poronidulus - Pseudofavolus - Pseudopiptoporus - Ptychogaster - Pycnoporellus - Pycnoporus - Pyrofomes - Roseofavolus - Royoporus - Rubroporus - Ryvardenia - Skeletocutis - Sparsitubus - Stiptophyllum - Tinctoporellus - Trametes - Trichaptum - Tyromyces - Vanderbylia - Xerotus |

## Galleria d'immagini

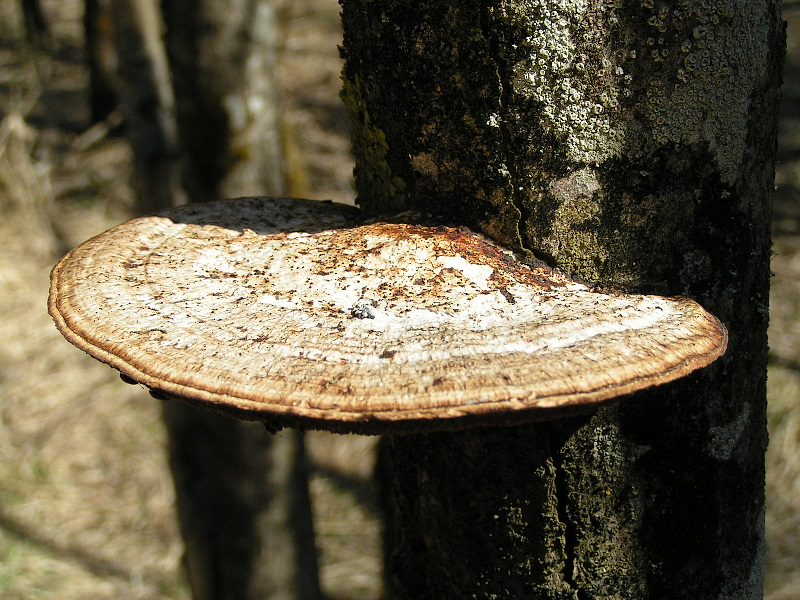
Daedaleopsis confragosa Genere Daedalopsis
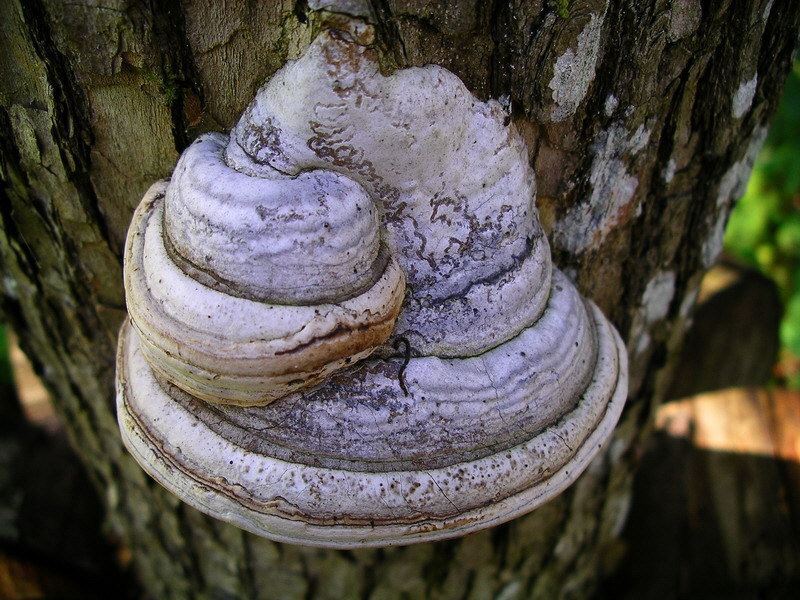
Fomes fomentarius Genere Fomes
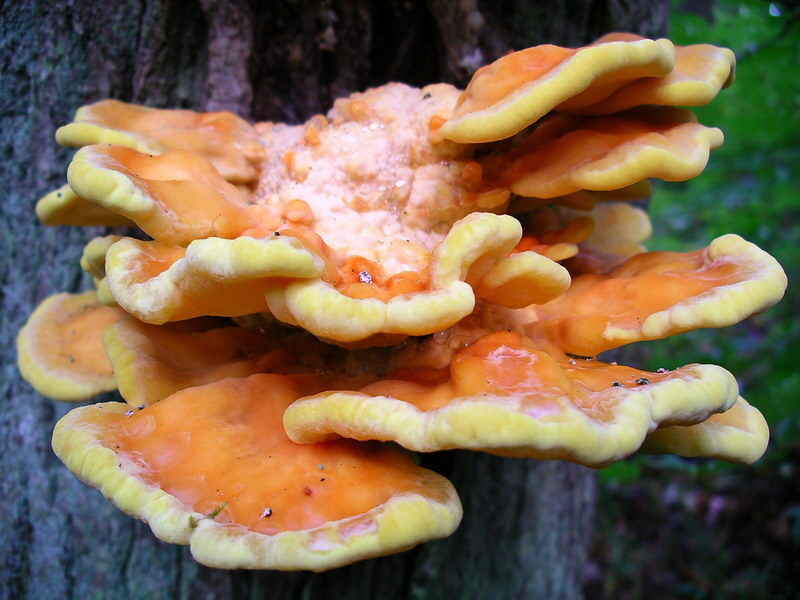
Laetiporus sulphureus Genere Laetiporus
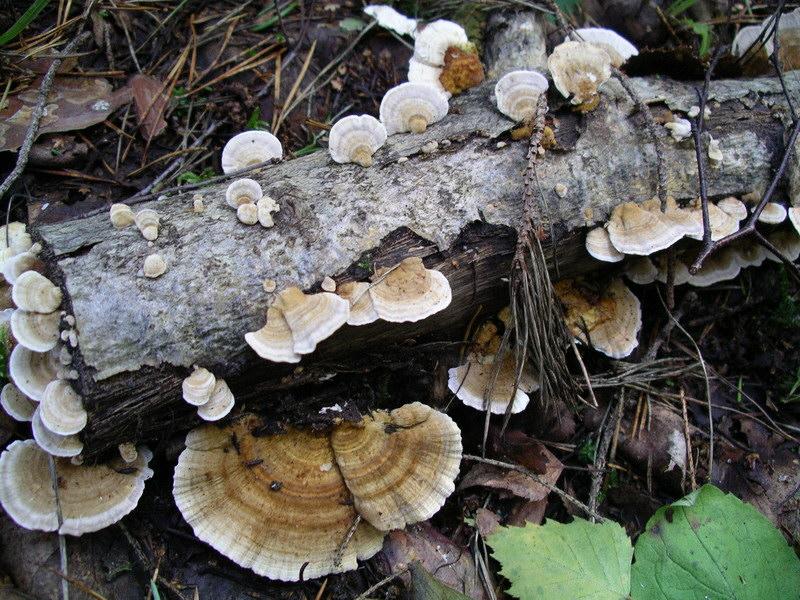
Lenzites betulina Genere Lenzites

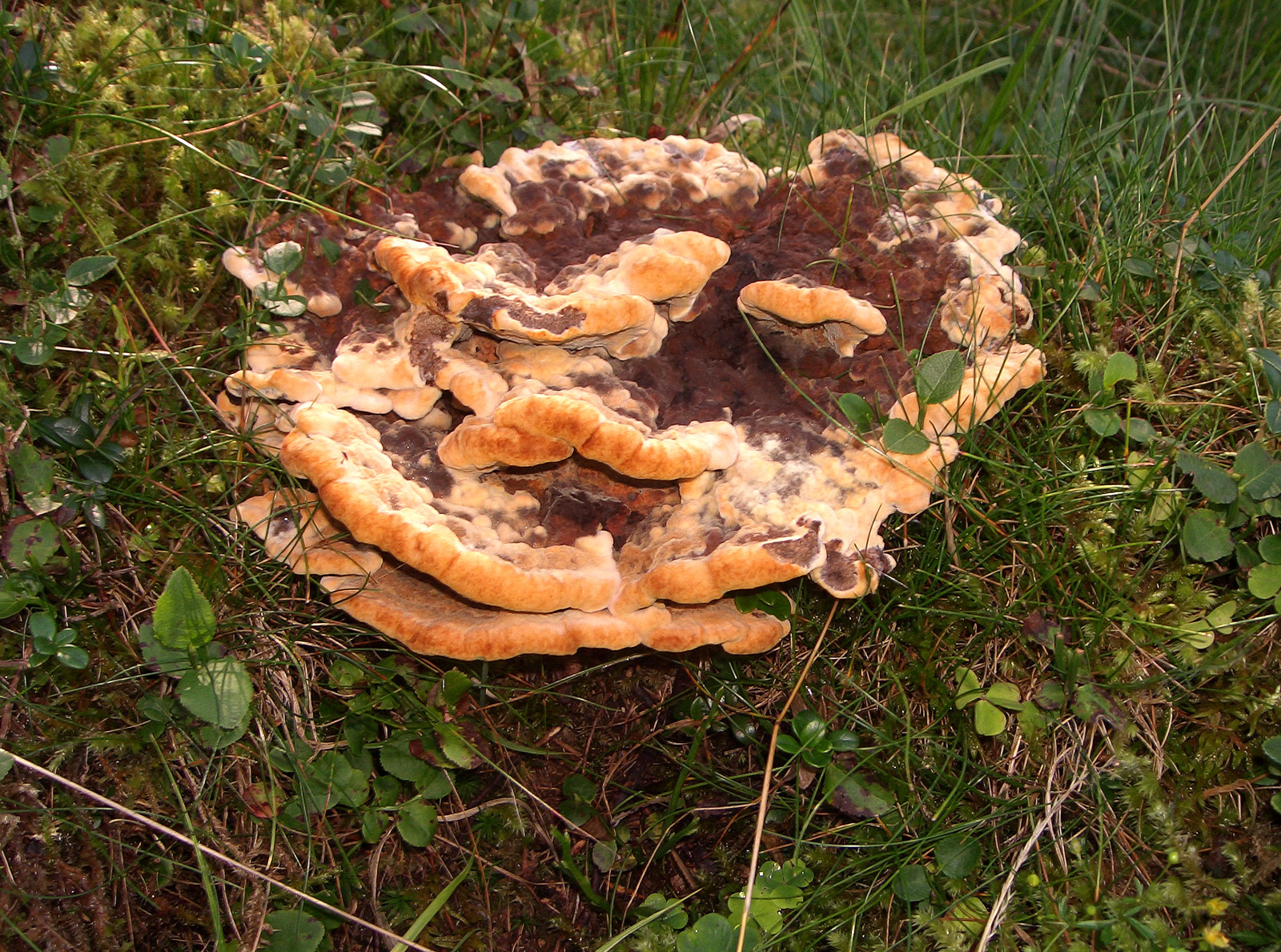
Phaeolus schweinitzii Genere Phaeolus
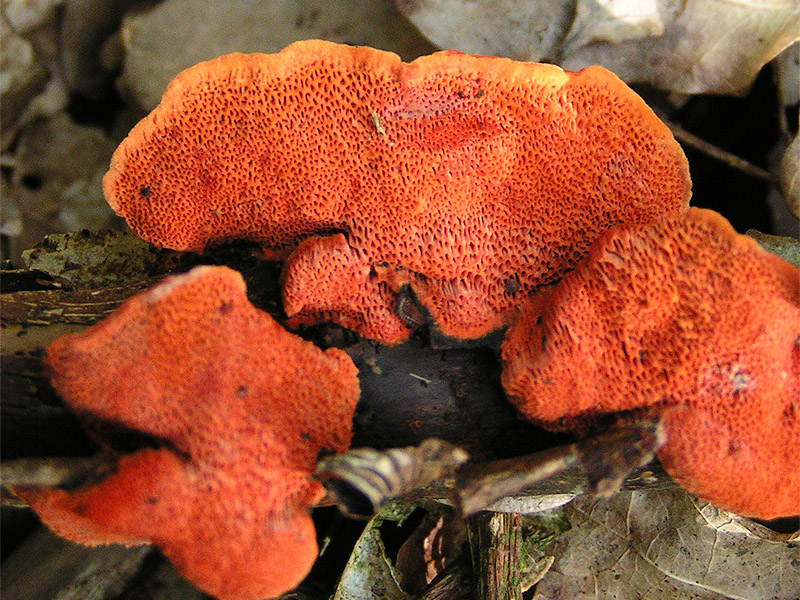
Pycnoporus cinnabarinus Genere Pycnoporus
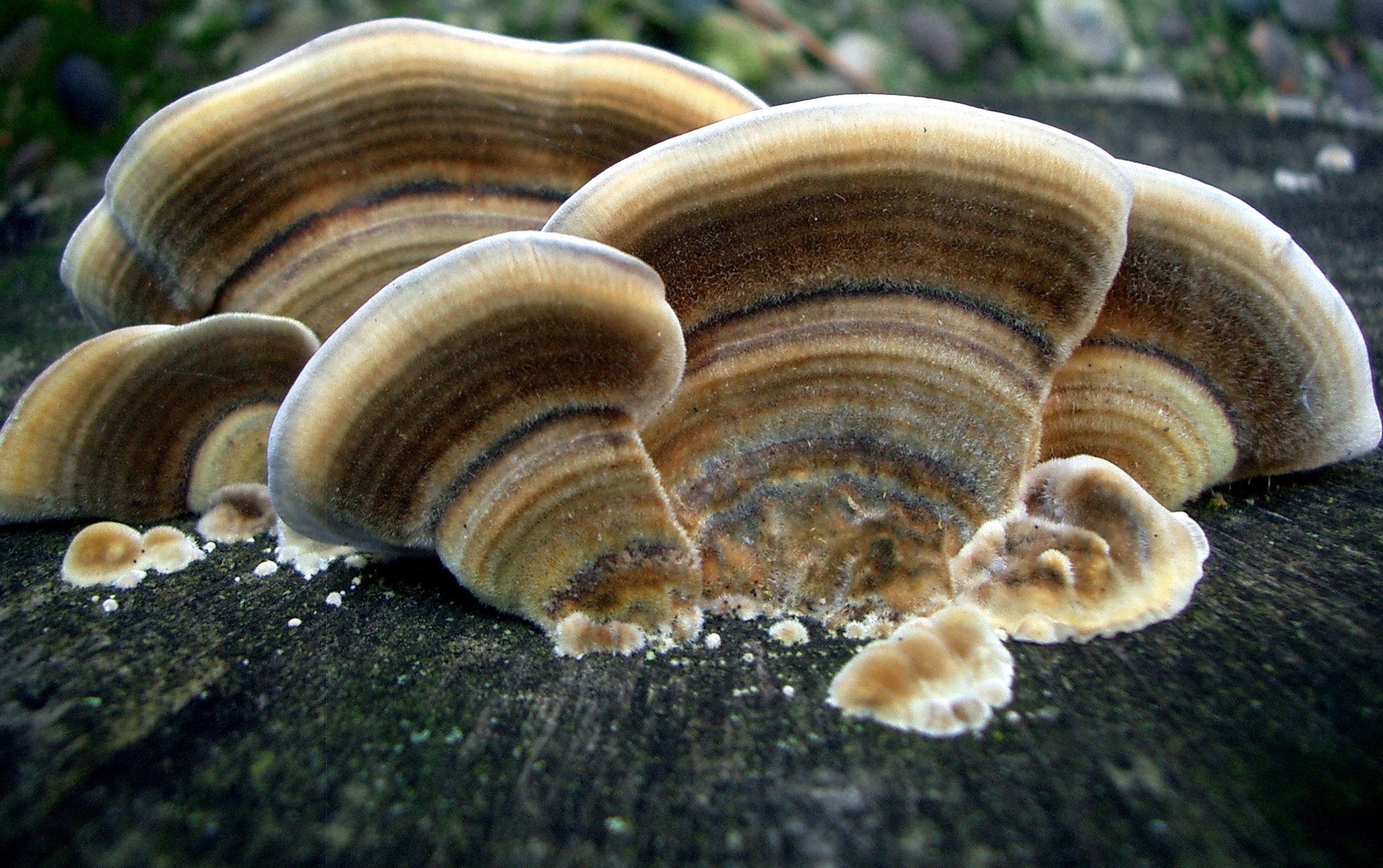
Trametes versicolor Genere Trametes
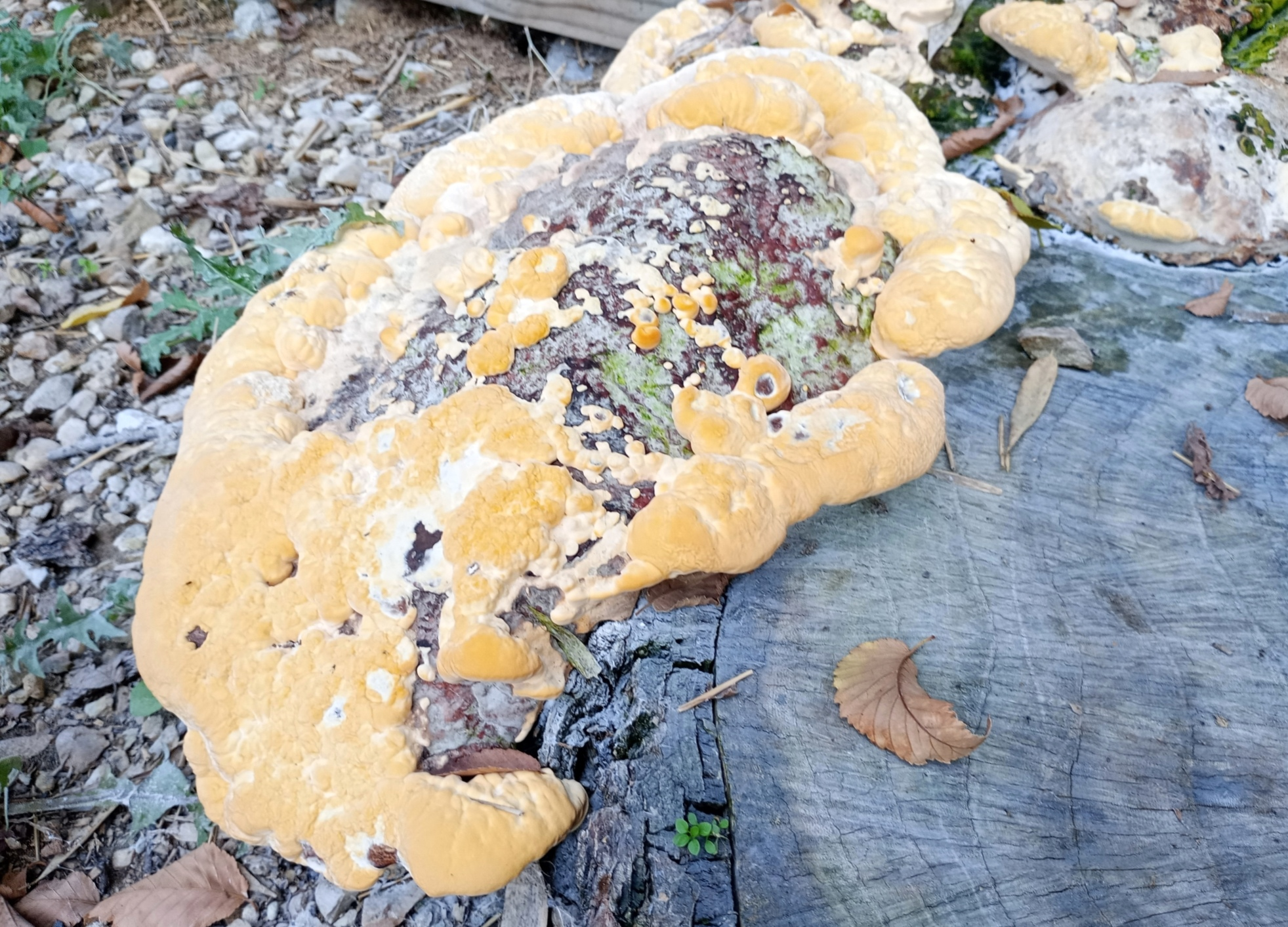
Perenniporia fraxinea Genere Perenniporia